# Shōjo
Termenul Shōjo sau shoujo manga (少女漫画 shōjo manga?) se referă la serii manga pentru o audiență feminină cu vârste între 10 și 18 ani. Numele romanizează din Japoneză 少女 (shōjo), tradus literal ca "fată tânără". Seriile manga Shōjo acoperă o varietate de subiecte într-o varietate de stiluri narative și grafice, de la dramă la science fiction, adesea cu puternice conotații asupra relațiilor romantice și emoțiilor omenești. Manga shōjo nu cuprinde un stil sau gen propiu zis, ci mai degrabă indică o audiență specifică. Câteva exemple pot fi Ouran High School Host Club, Fruits Basket, Sailor Moon, Vampire Knight, Romeo x Juliet, Peach girl, Yamato Nadeshiko Shichi Henge, Nana (anime).

## Istorie

### Înainte de 1945: Context și origini

#### Originile culturiishōjo
Pe măsură ce industria editorială japoneză a crescut în timpul erei Meiji, au început să apară noi reviste destinate unui public adolescent, denumite shōnen.  În timp ce aceste reviste erau aparent unisex, în practică, conținutul editorial al acestor reviste se referea în mare parte la subiecte care erau de interes pentru băieți.  Confruntat cu cererea tot mai mare de reviste destinate fetelor, au fost publicate primele reviste shōjo, iar revistele shōnen au ajuns să vizeze exclusiv băieții.  Prima revistă exclusiv shōjo a fost Shōjo-kai  [ ja ], publicată pentru prima dată în 1902. Aceasta a fost urmată deShōjo Sekai în 1906, Shōjo no Tomo în 1908, Shōjo Gahō  [ ja ] în 1912 și Shōjo Club în 1923. Aceste reviste s-au concentrat în principal pe shōjo shōsetsu ( lit. „roman pentru fete”, termen pentru romanele ilustrate și poezii destinate unui public de fete) și doar întâmplător pe manga. 
Shōjo shōsetsu a jucat totuși un rol important în stabilirea unei culturi shōjo și a pus bazele pentru ceea ce aveau să devină temele majore recurente ale manga shōjo prin concentrarea lor pe poveștile de dragoste și prietenie.  Printre cei mai importanți autori ai acestei epoci a fost Nobuko Yoshiya, o figură majoră a genului Clasa S ale cărei romane precum Hana Monogatari s-au concentrat pe prieteniile romantice dintre fete și femei.  Convențiile vizuale ale manga shōjo au fost, de asemenea, puternic influențate de ilustrațiile publicate în aceste reviste, cu lucrări ale ilustratorilor.Yumeji Takehisa, Jun'ichi Nakahara și Kashō Takabatake  [ ja ] cu figuri feminine cu corpuri zvelte, îmbrăcăminte la modă și ochi mari. 

#### Mangashōjotimpurie
Mangale shōjo timpurii au luat forma unor povești scurte, pline de umor, cu decor obișnuit (cum ar fi școli și cartiere)  și care prezentau adesea protagoniști tomboy .  Aceste lucrări au început să se dezvolte în anii 1930 prin influența unor artiști precum Suihō Tagawa și Shosuke Kurakane ; în această perioadă au fost întâlnite câteva artiști shōjo de sex feminin , cum ar fi Machiko Hasegawa și Toshiko Ueda , deși au fost semnificativ mai puțin obișnuiți decât artiștii bărbați. 
Printre cei mai influenți artiști ai acestei epoci a fost Katsuji Matsumoto , un pictor liric influențat în cultura moga și cultura artistică a Statelor Unite. După ce s-a săturat să înfățișeze subiecte tipice shōjo inocente în ilustrațiile sale,  a trecut la desenul manga în anii 1920, unde a reușit să înfățișeze mai liber moga și tomboys.  Stilul său, probabil influențat de artiștii americani de benzi desenate precum George McManus și Ethel Hays și cinematograful american al epocii, a introdus inovații sofisticate și avangardiste în manga shōjo , cum ar fi cea inspirată de art deco .Poku-chan (1930), filmul Nazo no Kurōbā (1934) și cea mai faimoasă lucrare a sa Kurukuru Kurumi-chan (1938). 
Odată cu izbucnirea celui de-al doilea război chino-japonez în 1937, cenzura și raționalizarea hârtiei au împiedicat dezvoltarea revistelor, care fie s-au pliat, fie au fost forțate să fuzioneze pentru a supraviețui. Revistele care au continuat să apară s-au redus la câteva pagini de text alb-negru, cu ilustrații puține sau deloc.  În total, 41 de reviste au rămas în publicație în 1945, dintre care două au fost reviste shōjo: Shōjo Club și Shōjo no Tomo . 